# Vláda České republiky
Vláda České republiky je vrcholný orgán výkonné moci v České republice. Její postavení vymezuje Ústava České republiky. Úřad vlády České republiky sídlí v budově Strakovy akademie v Praze na Malé Straně.

## Zakotvení v Ústavě
O vládě pojednává třetí hlava Ústavy v článcích 67 až 80. Vláda se skládá z předsedy vlády (premiéra), místopředsedů vlády (vicepremiérů) a ministrů. Je odpovědna Poslanecké sněmovně.

### Jmenování vlády
Vláda je jmenována vždy po demisi nebo odvolání vlády předchozí. Nejprve prezident republiky jmenuje premiéra a na jeho návrh pak zbytek členů vlády (předchozí případné pověření určité osoby jednáním o sestavení vlády je pouze neformální ústavní zvyklostí). Jmenovaná vláda pak musí do třiceti dnů požádat Poslaneckou sněmovnu o vyslovení důvěry. Pokud Poslanecká sněmovna důvěru vládě nevysloví, jmenuje prezident nového premiéra a na jeho návrh nové členy vlády. Jestliže ani tato nově jmenovaná vláda nedostane důvěru Poslanecké sněmovny, je prezident nucen jmenovat dalšího premiéra na návrh předsedy Poslanecké sněmovny. Stalo-li by se, že by vládě takto jmenovaného premiéra nebyla vyslovena důvěra, prezident může Poslaneckou sněmovnu rozpustit.
V průběhu funkčního období vlády na návrh předsedy vlády jmenuje prezident nového člena vlády. Prezident dále na návrh předsedy vlády pověřuje členy vlády řízením ministerstev nebo jiných úřadů.

### Vyslovování důvěry a nedůvěry vládě

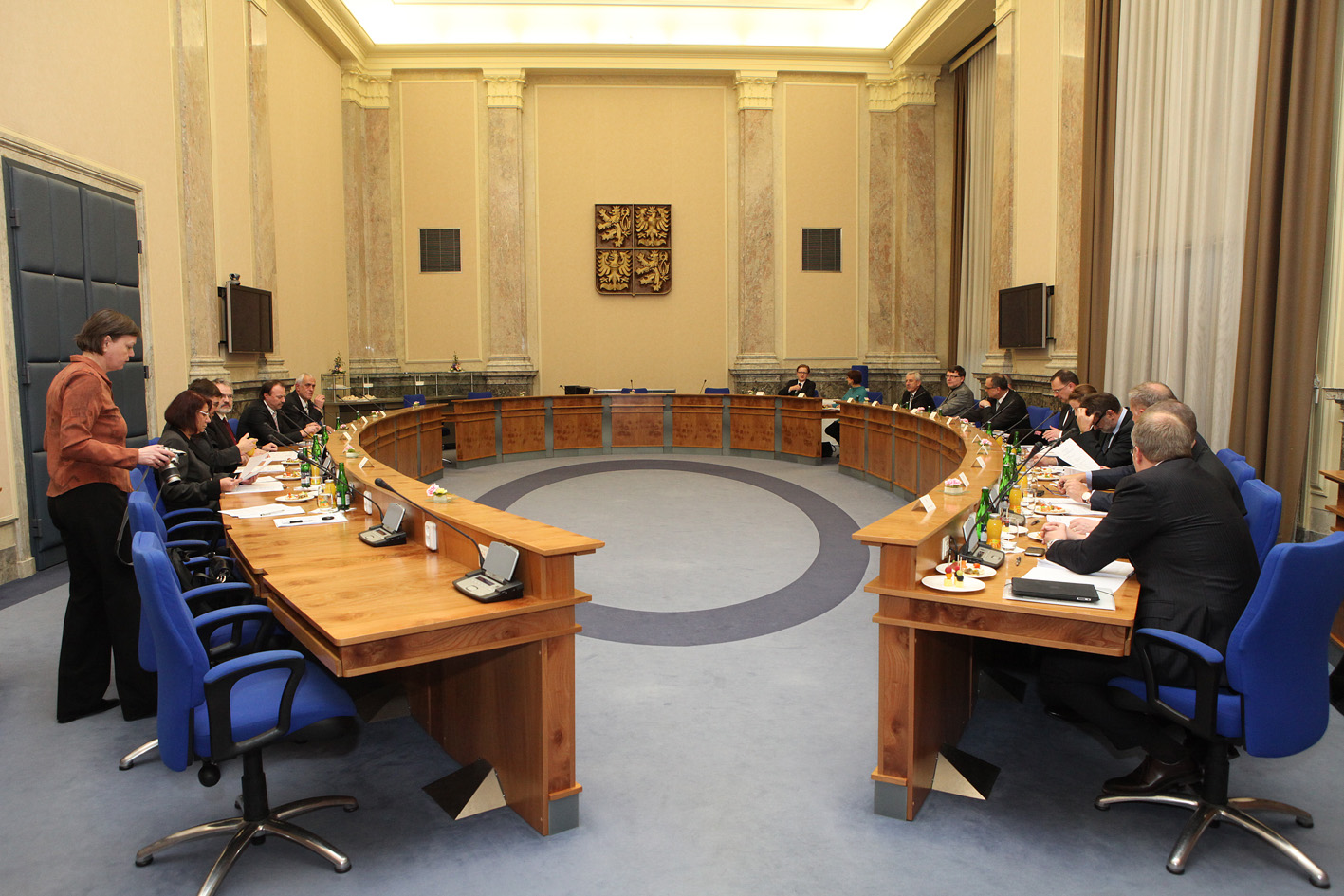
Zasedací a jednací místnost vlády České republiky ve Strakově akademii

Hlasování o vyslovení důvěry vládě probíhá vždy, když o to vláda požádá. Vláda o vyslovení důvěry Poslaneckou sněmovnu musí požádat, je-li vláda nově jmenována. Sněmovna důvěru vysloví, hlasuje-li pro nadpoloviční většina přítomných poslanců. Hlasování o důvěře vládě lze spojit s hlasováním o přijetí vládního návrhu zákona.
Hlasování o vyslovení nedůvěry vládě probíhá, když to navrhne nejméně 50 poslanců. Nedůvěra je vyslovena, hlasuje-li pro nadpoloviční většina všech poslanců.
Pokud je vládě vyslovena nedůvěra nebo pokud jí není vyslovena důvěra, musí podat demisi.

### Demise a odvolávání vlády a jejích členů
Vláda může kdykoliv podat demisi. Po volbách do Poslanecké sněmovny nebo poté, co jí Sněmovna vyslovila nedůvěru nebo jí nevyslovila důvěru, vláda demisi podat musí. Pokud vláda demisi nepodala, i když ji byla povinna podat, prezident republiky je povinen takovou vládu odvolat.
Každý člen vlády může podat demisi do rukou prezidenta republiky; činí tak prostřednictvím předsedy vlády. Je na úvaze prezidenta, zda tuto demisi přijme či nepřijme. 
Prezident je povinen odvolat člena vlády, jestliže mu to navrhne premiér. Lhůta pro tyto úkony prezidenta není v ústavě výslovně stanovena; ustálený právní výklad je však ten, že prezident je povinen konat "bez zbytečného odkladu".

### Postavení předsedy vlády

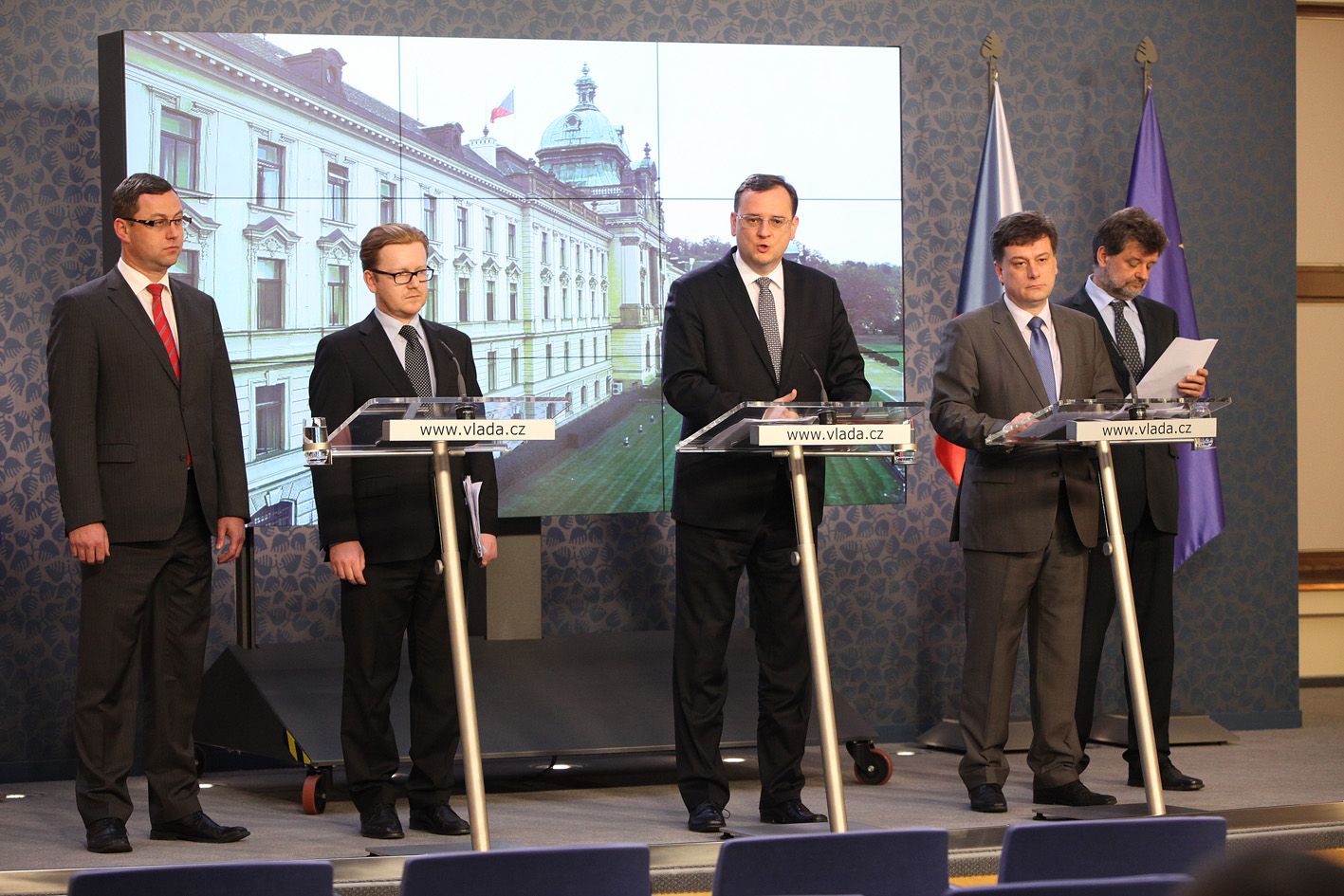
Brífink Nečasovy vlády po jednání kabinetu v lednu 2013

Předseda vlády organizuje činnost vlády a vystupuje jejím jménem. Bez jeho spolupodpisu nejsou platná prezidentova rozhodnutí podle čl. 63 Ústavy. Většina prezidentových pravomocí uvedených v čl. 63 na premiéra také přechází, není-li prezidenta nebo není-li je prezident schopen vykonávat. Předsedu vlády zastupuje místopředseda vlády, případně jiný pověřený člen vlády.

### Vztah k Parlamentu
Ačkoli je vláda jmenována prezidentem republiky, odpovídá Poslanecké sněmovně. Po svém jmenování musí získat její důvěru, o kterou může kdykoli v průběhu volebního období sněmovny přijít. Poslanci mohou členy vlády interpelovat a členové vlády jsou povinni jim odpovědět do třiceti dní.
Každý člen vlády se může účastnit schůzí Poslanecké sněmovny, Senátu, jejich výborů a komisí. Slovo se mu udělí vždy, když o to požádá. Na základě usnesení Poslanecké sněmovny je člen povinen zúčastnit se její schůze; to platí i o schůzi sněmovního výboru, komise či vyšetřovací komise – zde se však může nechat zastoupit.

## Jednání a kompetence vlády
Vláda rozhoduje ve sboru, k přijetí usnesení je potřeba souhlasu nadpoloviční většiny jejích členů. Jednání schůze vlády řídí předseda vlády a v době jeho nepřítomnosti 1. místopředseda vlády nebo předsedou vlády pověřený jiný člen vlády. Vláda jako vrcholný orgán výkonné moci rozhoduje na základě zákonů a v jejich mezích o zásadních otázkách celostátního významu, pokud rozhodování o nich nepřísluší ministerstvům, jiným ústředním orgánům státní správy, nebo jimi řízeným orgánům.

### Legislativní pravomoci
Zákonodárnou iniciativou podle Ústavy disponuje poslanec, skupina poslanců, Senát, vláda a zastupitelstvo vyššího územního samosprávného celku (tj. kraje). Nejčastěji ale návrhy zákonů podává právě vláda, zejména pokud jde o zákonnou úpravu značného rozsahu (jako například občanský zákoník). Dále má právo se ke všem ostatním návrhům zákonů vyjadřovat. K provádění zákonů vláda vydává nařízení, která jakožto podzákonné právní předpisy dále rozvádějí ustanovení zákonů. Poradním a pracovním orgánem pro tuto oblast je Legislativní rada vlády.

### Fiskální pravomoci
Vláda je ústředním orgánem fiskální politiky a financování činností, které zajišťují funkce státu. Vytváří a předkládá Poslanecké sněmovně návrh státního rozpočtu, kontroluje a řídí jeho plnění, zejména v oblasti dotací, a po skončení rozpočtového roku předkládá státní závěrečný účet. Vláda může povolit tzv. rozpočtové opatření, tedy úpravy jednotlivých ukazatelů státního rozpočtu (přesuny prostředků, povolení překročení limitů, snížení/zvýšení příjmů/výdajů) do výše 10 % ročního objemu, pro větší objem prostředků potřebuje souhlas rozpočtového výboru Poslanecké sněmovny.

### Řízení státní správy

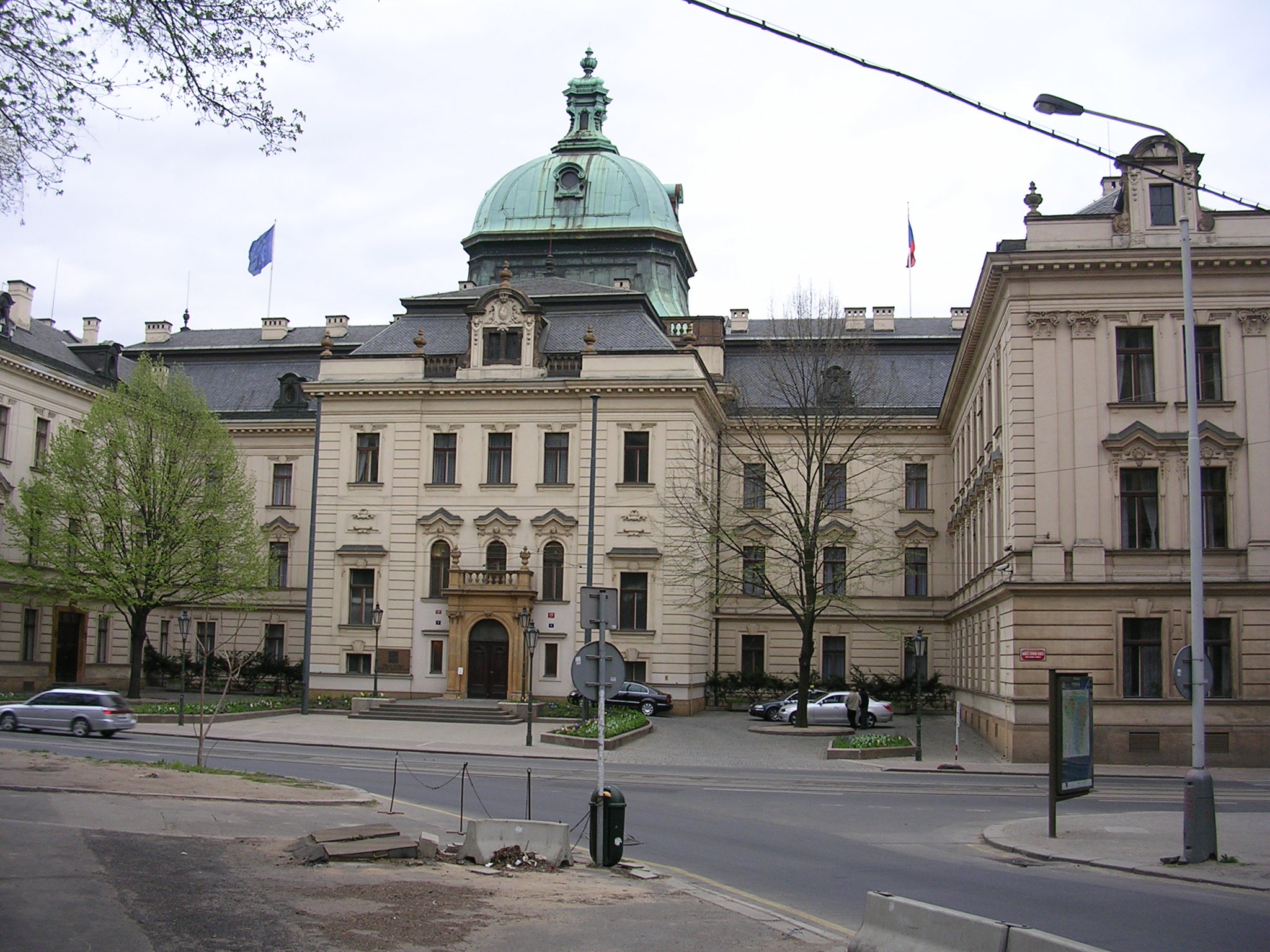
Hlavní vchod do Strakovy akademie, sídla Úřadu vlády, na nábřeží Edvarda Beneše

Vláda řídí, kontroluje a sjednocuje činnost ministerstev a ostatních ústředních orgánů státní správy, její usnesení jsou pro tyto orgány závazná. Stejně tak jsou usnesení vlády závazná pro orgány krajů a obcí v případě, že vykonávají přenesenou působnost. V rámci řízení správních orgánů může vláda uplatňovat diskreční pravomoc, tedy usměrňovat správní řízení v rámci zákonných limitů. Za tímto účelem jsou vydávány strategické dokumenty (strategie, koncepce, strategické rámce atd.), v kterých vláda zkoumá společenskou problematiku v dané oblasti, analyzuje výsledky a vypracovává koncepce řešení, a implementační dokumenty (akční plány, implementační plány atd.) ve kterých jsou zahrnuta konkrétní opatření. Příkladem přímé vládní intervence do správního řízení mohou být územní limity těžby hnědého uhlí v severních Čechách, které byly zavedeny formou usnesení vlády, které ukládá příslušným orgánům (ministerstvu pro hospodářskou politiku a rozvoj, Českému báňskému úřadu a okresním úřadům) respektovat při správním rozhodování o funkčním využití území, o umístění staveb a zařízení a o povolení hornické činnosti územní omezení, vyznačená v mapové příloze.

### Majetkové pravomoci
Členové vlády z pozice vedoucích příslušných organizačních složek státu zastupují stát v právních vztazích (mají postavení statutárního orgánu právnické osoby) a řídí hospodaření se státním majetkem. Vláda si může v případě převodu hmotné věci, která má strategickou povahu nebo značnou peněžitou anebo jinou hodnotu, vyhradit schválení; to se vztahuje i na státní majetek ve správě složky, která není vládě přímo podřízena. Souhlas vlády je dále pak nutný pro nákup akcií, jmenování zástupců státu do akciových společností a založení ústavu, nadace nebo nadačního fondu. Další významnou pravomocí je možnost stanovit závazné podmínky účasti v zadávacím řízení na veřejné zakázky. Dále pak také rozhoduje o využívání nerostného bohatství, které je ze zákona státním majetkem.

### Pravomoci v mezinárodních vztazích
Přestože pravomoc zastupování státu navenek svěřuje Ústava prezidentu republiky s kontrasignací předsedy vlády, vláda v praxi běžně rozhoduje o věcech, které do této oblasti spadají, například vysílá delegace na mezinárodní konference a určuje zásady pro jejich postup nebo schvaluje navázání diplomatických styků. Předseda a členové vlády také z titulů svých funkcí zastávají pozice v orgánech Evropská unie – Evropské radě a Radě ministrů EU.
Sjednávání a ratifikace mezinárodních smluv podle Ústavy přísluší prezidentu republiky, přičemž tuto pravomoc může přenést na vládu nebo její jednotlivé členy. Rozhodnutím prezidenta republiky č. 144/1993 Sb. tak bylo na vládu přeneseno sjednávání a schvalování smluv, které nevyžadují souhlas Parlamentu, přístup k nim a jejich přijetí. V případě smluv, které souhlas parlamentu vyžadují (čl. 49 Ústavy) je praxe taková, že vláda smlouvu schválí, předloží ji ke schválení Parlamentu a doporučí prezidentu republiky zmocnit příslušného funkcionáře k podpisu smlouvy s výhradou ratifikace a následně smlouvu ratifikovat.

### Personální pravomoci
Vláda může ovlivňovat personální obsazení veřejných funkcí dvěma způsoby. V zákonem stanovených případech přímo, kdy daného funkcionáře jmenuje a odvolává, zpravidla na návrh příslušného ministra – do této oblasti spadají například:
- nejvyšší státní zástupce[23]
- ředitel Bezpečnostní informační služby[24]
- předseda Správy státních hmotných rezerv[25]
- zástupci státu v akciových společnostech[15]
  - ČEZ
  - ČEPS
  - ČEPRO
  - České dráhy
  - a další...
- ředitelé státních podniků[26] :
  - Lesy České republiky
  - Česká pošta
  - Řízení letového provozu České republiky
  - a další...
- nejvyšší státní tajemník[27]
- členové rady Energetického regulačního úřadu[28]
- předseda Národní sportovní agentury[29]

Dále pak některé pozice vláda ovlivňuje nepřímo, kdy jde o funkcionáře jmenované prezidentem republiky se spolupodpisem premiéra, který tak má právo veta - do této oblasti spadají například:
- vedoucí diplomatických misí (přijímaní i vysílaní)[1]
- generálové ozbrojených sil a bezpečnostních sborů[1]
- soudci (mimo soudce Ústavního soudu a předsedu a místopředsedy Nejvyššího soudu)[1]
- profesoři a rektoři veřejných vysokých škol[30]

### Krizové pravomoci
Značné pravomoci má vláda v krizových situacích, kdy může přijímat různá mimořádná opatření. V souladu s článkem 25 tzv. Schengenského hraničního kodexu může vláda aktivovat znovuzavedení ochrany vnitřních hranic.

### Další pravomoci
Mezi další pravomoci, které vládě svěřují zákonné přepisy, patří například vyhlašování dnů smutku a dnů státního smutku, taktéž rozhoduje o uspořádání státního pohřbu, případně pohřbu se státními poctami. Vláda je také oprávněna k zadávání úkolů zpravodajským službám a je adresátem jejich zpráv; přísluší ji schvalování konceptů účasti ČR na světových výstavách EXPO či rozhodnutí o použití personálu a strojů Armády ČR k zabezpečení letecké dopravy a přepravy. Vláda má taktéž v rukou rozdělení klíčů od korunní komory uchovávající české korunovační klenoty.

## Vláda Petra Fialy
Českou vládu tvoří 17 členů, z toho 6 za ODS, 5 za STAN, 3 za KDU-ČSL, 2 za TOP 09 a 1 nezávislý. Poslanecká sněmovna, v níž na počátku volebního období v říjnu 2021 kabinet disponoval většinou 108 mandátů, vyslovila 13. ledna 2022 vládě důvěru poměrem hlasů 106 : 87.
Prezident republiky Miloš Zeman jmenoval vládu Petra Fialy 17. prosince 2021, která vzešla z říjnových voleb. Do října 2024 existovala ve formátu dvou volebních koalic, SPOLU (ODS, KDU-ČSL a TOP 09) a Piráti a Starostové (STAN s Piráti). Po odvolání vicepremiéra, ministra pro místní rozvoj a pirátského předsedy Ivana Bartoše v závěru září 2024, opustili Piráti vládu. Z jejich nominantů v kabinetu setrval pouze ministr zahraničí Jan Lipavský, který se v říjnu 2024 stal nestraníkem. Vládní většina se ve sněmovně snížila o čtyři pirátské poslance na 104 mandátů. V rámci rekonstrukce kabinetu zanikly úřady místopředsedy vlády pro digitalizaci a ministra pro legislativu obsazené pirátskými nominanty.  

### Členové vlády
| Úřad                                                | Člen vlády                       | Člen vlády         | Subjekt | Subjekt           | Koalice | Koalice             | Nástup do úřadu    | Odchod z úřadu  |
| --------------------------------------------------- | -------------------------------- | ------------------ | ------- | ----------------- | ------- | ------------------- | ------------------ | --------------- |
| Předseda vlády                                      | Petr Fiala                       |                    |         | ODS               |         | SPOLU               | 28. listopadu 2021 | úřadující       |
| 1. místopředseda vlády Ministr vnitra               | Vít Rakušan                      | Vít Rakušan        |         | STAN              |         | Piráti a Starostové | 17. prosince 2021  | úřadující       |
| Místopředseda vlády Ministr práce a sociálních věcí | Marian Jurečka                   |                    |         | KDU-ČSL           |         | SPOLU               | 17. prosince 2021  | úřadující       |
| Místopředseda vlády Ministr zdravotnictví           | Vlastimil Válek                  | Vlastimil Válek    |         | TOP 09            |         | SPOLU               | 17. prosince 2021  | úřadující       |
| Místopředseda vlády pro digitalizaci                | Ivan Bartoš                      | Ivan Bartoš        |         | Piráti            |         | Piráti a Starostové | 17. prosince 2021  | 30. září 2024   |
| Ministr financí                                     | Zbyněk Stanjura                  | Zbyněk Stanjura    |         | ODS               |         | SPOLU               | 17. prosince 2021  | úřadující       |
| Ministr pro místní rozvoj                           | Ivan Bartoš                      | Ivan Bartoš        |         | Piráti            |         | Piráti a Starostové | 17. prosince 2021  | 30. září 2024   |
| Ministr pro místní rozvoj                           | Marian Jurečka (pověřen řízením) |                    |         | KDU-ČSL           |         | SPOLU               | 1. října 2024      | 7. října 2024   |
| Ministr pro místní rozvoj                           | Petr Kulhánek                    |                    |         | navržen STAN      |         | —                   | 8. října 2024      | úřadující       |
| Ministr zahraničních věcí                           | Jan Lipavský                     | Jan Lipavský       |         | Piráti            |         | Piráti a Starostové | 17. prosince 2021  | úřadující       |
| Ministr zahraničních věcí                           | Jan Lipavský                     | Jan Lipavský       |         | nestraník         |         | —                   | 17. prosince 2021  | úřadující       |
| Ministr(yně) spravedlnosti                          | Pavel Blažek                     | Pavel Blažek       |         | ODS               |         | SPOLU               | 17. prosince 2021  | 9. června 2025  |
| Ministr(yně) spravedlnosti                          | Eva Decroix                      | Eva Decroix        |         | ODS               |         | SPOLU               | 10. června 2025    | úřadující       |
| Ministr kultury                                     | Martin Baxa                      | Martin Baxa        |         | ODS               |         | SPOLU               | 17. prosince 2021  | úřadující       |
| Ministr průmyslu a obchodu                          | Jozef Síkela                     | Jozef Síkela       |         | nestr. za STAN    |         | Piráti a Starostové | 17. prosince 2021  | 7. října 2024   |
| Ministr průmyslu a obchodu                          | Lukáš Vlček                      | Lukáš Vlček        |         | STAN              |         | —                   | 8. října 2024      | úřadující       |
| Ministr zemědělství                                 | Marian Jurečka (pověřen řízením) | Marian Jurečka     |         | KDU-ČSL           |         | SPOLU               | 17. prosince 2021  | 3. ledna 2022   |
| Ministr zemědělství                                 | Zdeněk Nekula                    | Zdeněk Nekula      |         | KDU-ČSL           |         | SPOLU               | 3. ledna 2022      | 28. června 2023 |
| Ministr zemědělství                                 | Marek Výborný                    | Marek Výborný      |         | KDU-ČSL           |         | SPOLU               | 29. června 2023    | úřadující       |
| Ministr školství, mládeže a tělovýchovy             | Petr Gazdík                      |                    |         | STAN              |         | Piráti a Starostové | 17. prosince 2021  | 30. června 2022 |
| Ministr školství, mládeže a tělovýchovy             | Vladimír Balaš                   |                    |         | STAN              |         | Piráti a Starostové | 1. července 2022   | 4. května 2023  |
| Ministr školství, mládeže a tělovýchovy             | Mikuláš Bek                      |                    |         | STAN              |         | Piráti a Starostové | 4. května 2023     | úřadující       |
| Ministryně obrany                                   | Jana Černochová                  | Jana Černochová    |         | ODS               |         | SPOLU               | 17. prosince 2021  | úřadující       |
| Ministr dopravy                                     | Martin Kupka                     | Martin Kupka       |         | ODS               |         | SPOLU               | 17. prosince 2021  | úřadující       |
| Ministr(yně) životního prostředí                    | Anna Hubáčková                   | Anna Hubáčková     |         | nestr. za KDU-ČSL |         | SPOLU               | 17. prosince 2021  | 31. října 2022  |
| Ministr(yně) životního prostředí                    | Marian Jurečka (pověřen řízením) | Marian Jurečka     |         | KDU-ČSL           |         | SPOLU               | 1. listopadu 2022  | 10. března 2023 |
| Ministr(yně) životního prostředí                    | Petr Hladík                      | Petr Hladík        |         | KDU-ČSL           |         | SPOLU               | 10. března 2023    | úřadující       |
| Ministr(yně) pro vědu, výzkum a inovace             | Helena Langšádlová               | Helena Langšádlová |         | TOP 09            |         | SPOLU               | 17. prosince 2021  | 5. května 2024  |
| Ministr(yně) pro vědu, výzkum a inovace             | Marek Ženíšek                    |                    |         | TOP 09            |         | SPOLU               | 16. května 2024    | úřadující       |
| Ministr pro legislativu                             | Michal Šalomoun                  | Michal Šalomoun    |         | nestr. za Piráty  |         | Piráti a Starostové | 17. prosince 2021  | 11. října 2024  |
| Ministr pro evropské záležitosti                    | Mikuláš Bek                      | Mikuláš Bek        |         | STAN              |         | Piráti a Starostové | 17. prosince 2021  | 4. května 2023  |
| Ministr pro evropské záležitosti                    | Martin Dvořák                    | Martin Dvořák      |         | STAN              |         | Piráti a Starostové | 4. května 2023     | úřadující       |
| Předseda(kyně) Legislativní rady vlády              | Michal Šalomoun                  | Michal Šalomoun    |         | nestr. za Piráty  |         | Piráti a Starostové | 17. prosince 2021  | 11. října 2024  |
| Předseda(kyně) Legislativní rady vlády              | Pavel Blažek                     | Pavel Blažek       |         | ODS               |         | SPOLU               | 11. října 2024     | 9. června 2025  |
| Předseda(kyně) Legislativní rady vlády              | Eva Decroix                      | Eva Decroix        |         | ODS               |         | SPOLU               | 10. června 2025    | úřadující       |

### Počet členů podle navrhujících subjektů
| - ODS       | 6 |
| - STAN      | 5 |
| - KDU-ČSL   | 3 |
| - TOP 09    | 2 |
| - nezávislí | 1 |